# 生きている化石
生きている化石（いきているかせき、英: living fossil）とは、太古の地質時代に生きていた祖先種の形状を色濃く残している生物を指す。地層の中から発見される化石と同じ姿で現代にまで生息していることから、このような呼び名が付いた。生きた化石と言われることが多い。
ほとんどの近縁種が絶滅した分類群を指す遺存種（いぞんしゅ、英：relict species）と混同されやすいが、遺存種は祖先種の形状を残していないものも含むため、定義が異なる。遺存種のうち、生きている化石のように祖先種の形質を色濃く残しているものはごく一部である。

## 概要
"living fossil" という言葉を最初に使ったのはチャールズ・ダーウィンであり、『種の起源』中でカモノハシ・ハイギョに言及した際に使用された。
おおよそ「太古に何らかの形で繁栄していたものが、今は何らかの形で細々と生き残っている」「他では失われた太古の特徴をいまだに保持している」のようなことが生きている化石としての特徴だとされるが、ジョージ・ゲイロード・シンプソンが明文化した以下の5類型区分がよく引用される。
| 数量的遺存種 | かつては非常に大きな個体数を誇っていたが、今では少数しか生き残っていないもの。                           | 例：ゾウ・バイソンなど。                       |
| 地理的遺存種 | かつては広い範囲に分布していたが、今では狭い地域に限定されて生き残っているもの。                         | 例：（日本での）ライチョウ・メタセコイアなど。 |
| 系統的遺存種 | 太古からその姿や特徴がほとんど変化せずに生き残っているもの。                                             | 例：シャミセンガイ・ゴキブリなど。             |
| 分類的遺存種 | かつては同じ分類群に多くの近縁種が存在していたが、今では少数または単一の近縁種しか生き残っていないもの。 | 例：サイ・バク・コセミクジラ。                 |
| 環境的遺存種 | かつてある生活環境に適応していた形質を、取り残された新しい生活環境でも保持しているもの。                 | 例：カスピ海のニシン・バイカルアザラシ。       |

これらの条件を単独で満たすものはむしろ少なく、多くの場合いくつかの条件を兼ね備えて満たすのが普通である。例えばムカシトカゲでは、かつて多くの種と広い多様性を持っていたムカシトカゲ目の唯一の生き残りということで分類的遺存種であると同時に、2億年前の近縁種と非常によく似た姿をいまだに持っているという点で系統的遺存種であり、現在の分布はニュージーランド北島の周辺島に限定されている地理的遺存種でもある。

## 生きた化石の価値
生きた化石と言っても、ごく普通に身近に生息するものもある。ゴキブリやソテツなどが該当する。しかし、化石でのみ知られ、はるか昔に絶滅したと考えられていた生物が、突然発見されることもある。シーラカンスやメタセコイアの発見は、現在では伝説的な物語として語られる。
化石は過去の生物を知る重要な手掛かりであるが、化石資料は断片的なものが多い。化石に残らない生物があることは当然としても、化石が出るにせよ、化石から知ることのできる姿は完全なものではない。内臓器官の構造まで判明するような化石はきわめてまれである。しかし、化石で見つかる生物が現在も生きて発見されれば、それを手掛かりに化石資料を理解し、逆に化石で分かるその生物の位置付けから、その生物の再評価が可能になる。生きた化石は進化や種分化を理解する上で、分類学や古生物学では重要なものである。たとえば、代表的なものにイチョウから精子が発見された事例がある。
ただし、祖先種の形態を完全に残しているわけではない。鳥のように、分子的には祖先種とあまり変わっていないが、形態は大きく変わったものもあれば、サメのように形態はほとんど変化していないが、分子的には祖先種と大きく異なるものもいる。つまり、表面的に変わっていないように見えるだけで、全く変化していないわけではない。
また、研究の進歩によって、従来は生きている化石とされた生物が、実は古代のものより大きく進化しているのではという説が発表されることもある。

## 生育環境
生息環境は様々であり、上記のゴキブリのように極めて身近な例もある。しかし、やはり希少な生物が多く、特殊な場所であることも多い。
大陸島（ある時期に大陸と陸続きになったが、その後、孤立した島）は生きた化石が残りやすいと言われる。その後に大陸で進化した種が侵入しないこと、あるいは高度な肉食獣が生存しにくいことなどから、競争力の低い種が生き延びやすいためと考えられる。南西諸島のイボイモリやアマミノクロウサギがこの例に挙げられる。イリオモテヤマネコも発見当時はこの例であるとの説があった。
深海も同様に生きた化石が発見されることの多い環境である。

## リスト
以下はそれらの一部である。

### 動物
以下50音順。
- アフリカゾウ
- カワイルカ類
- アマミノクロウサギ
- イボイモリ
- イワサザイ科
- ウミユリ
- オウムガイ
- オオサンショウウオ
- オカピ
- オキゴンドウ
- オキナエビスガイ
- オポッサム
- カピバラ
- カブトエビ
- カブトガニ
- カモノハシ
- カギムシ
- キムラグモ
- ケノレステス目
- ゴキブリ
- コセミクジラ
- 古代魚（シーラカンス（ラティメリア）、 ハイギョ、 アロワナ 、チョウザメ、サメ 等）

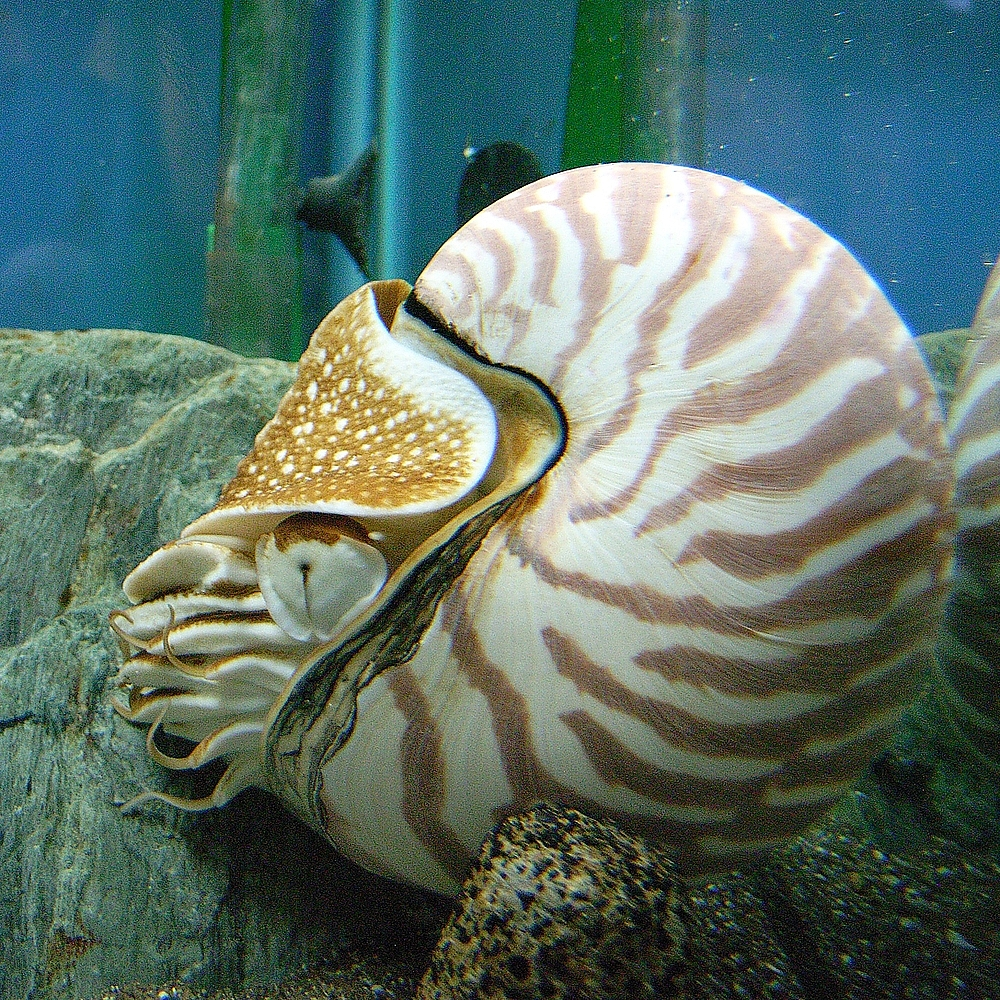
オウムガイ
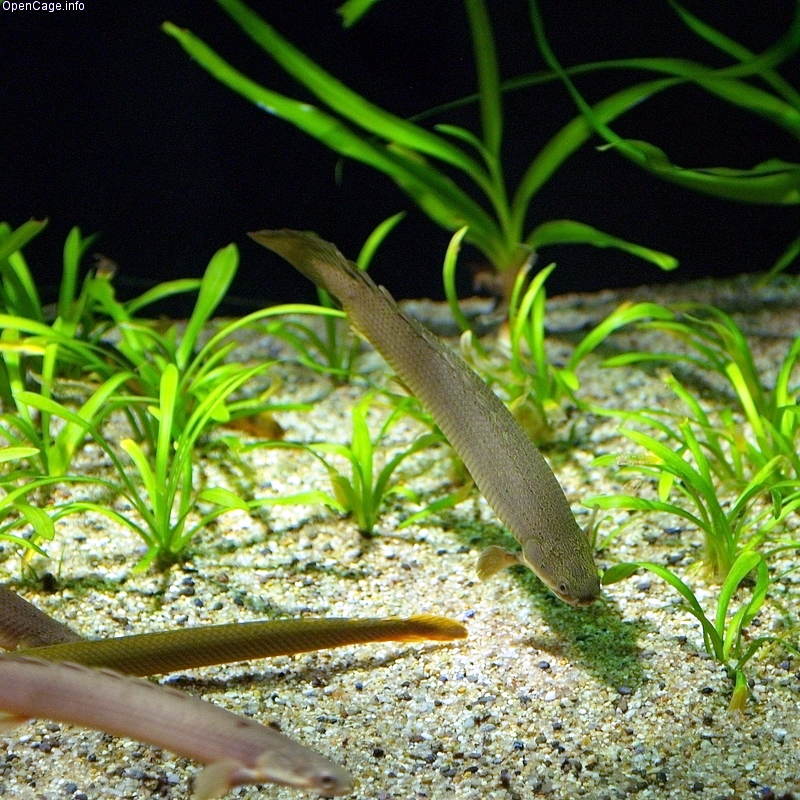
ポリプテルス
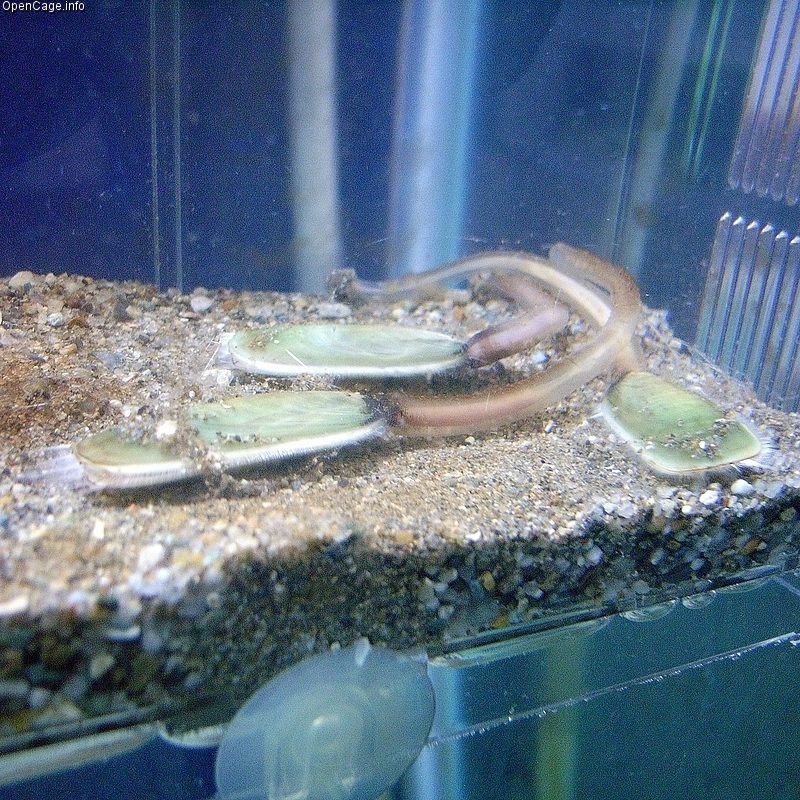
シャミセンガイ

- コビトカバ
- ジャイアントパンダ
- ゾウガメ
- ソレノドン類
- タカアシガニ
- チロエオポッサム
- ナメクジウオ
- ヌタウナギ
- ネコザメ目
- ハネジネズミ
- パレスチナイロワケガエル
- ペリカン
- ポリプテルス
- ミツクリザメ
- ミドリシャミセンガイ（シャミセンガイ）
- ムカシトカゲ
- ムカシヤンマ
- ムカシトンボ
- ヤツメウナギ
- ライチョウ
- ラオスイワネズミ
- ラブカ（サメ）
- レッサーパンダ
- ワニ類

- オウムガイ
- ポリプテルス
- シャミセンガイ

### 植物
- イチョウ
- メタセコイア
- ソテツ
- マツバラン

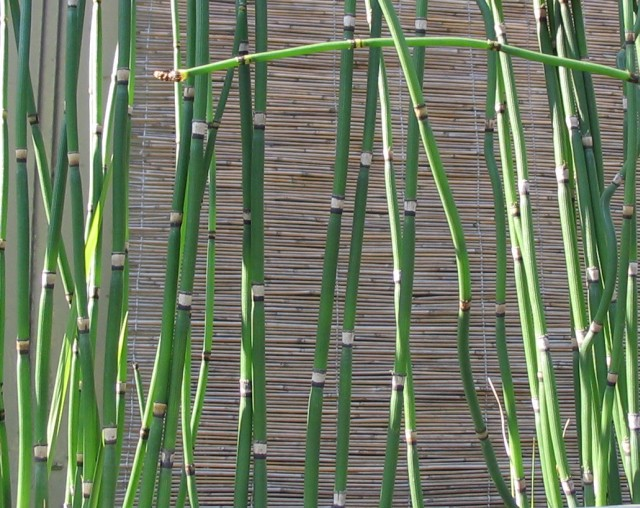
トクサ
- コウヤマキ
- ウォレマイ・パイン
- トチュウ
- ウェルウィッチア
- チリマツ
- アムボレラ

- トクサ